# Viikate

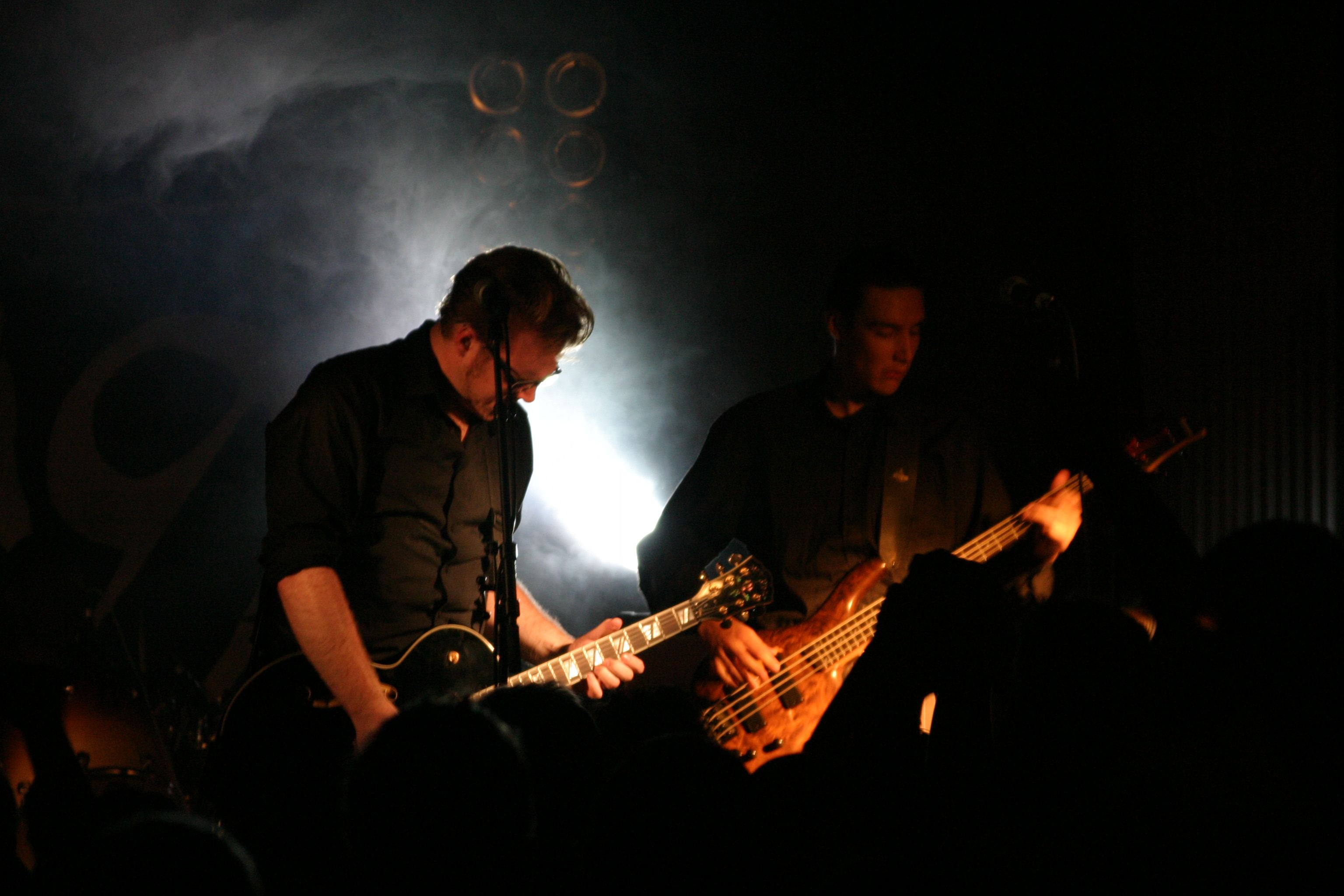
Kaarle och Ervo, 2005

Viikate är ett heavy metal- och rockgrupp från Kouvola i Finland. Gruppen bildades 1996.

## Medlemmar
- Kaarle Viikate
- Simeoni Viikate
- Arvo Viikate
- Ervo Viikate

## Diskografi

### Studioalbum
- Noutajan valssi (2000)
- Vuoden synkin juhla (2001)
- Kaajärven rannat (2002)
- Surut pois ja kukka rintaan (2003)
- Unholan urut (2005)
- Marraskuun lauluja I (2007)
- Marraskuun lauluja II (2007)
- Kuu kaakon yllä (2009)
- Kuutamo, Kaiho (2010)
- Petajaverajat (2012)
- Kouvostomolli (2016)
- Rillumarei (2020)
- Askel (2023)

### Singlar
- Odotus (2001)
- Piinaava hiljaisuus (1997, 2002)
- Ei ole ketään kelle soittaa (2002)
- Nuori mies nimetön (2002)
- Kaunis kotkan käsi (2003)
- Leimu (2003)
- Leimu (dvd-single) (2003)
- Pohjoista viljaa (2005)
- Tie (2005)
- Vesi jota pelkäät (2005)
- Maria Magdalena (2005)
- Ah ahtaita aikoja (2006)
- Ei enkeleitä (2007)
- Me olemme myöhäiset (2007)
- Orret (2007)

### EP
- Vaiennut soitto (1998)
- Roudasta Rospuuttoon (1999)
- Alakulotettuja tunnelmia (2000)
- Valkea ja kuulas (2001)
- Kevyesti keskellä päivää (2002)
- Iltatähden rusko (2003)
- Kuolleen miehen kupletti (2004)

### Musikivideor
- "Hanget" (1999)
- "Kylymä" (1999)
- "Alakulotettuja tunnelmia" (2000)
- "Korutonta" (2000)
- "Viattomien lasten päivä" (2001)
- "Nuori mies nimetön" (2002)
- "Leimu" (2003)
- "Tie" (2004)
- "Ah ahtaita aikoja" (2006)
- "Me olemme myöhäiset" (2007)